# 愛情遮断症候群
愛情遮断症候群（あいじょうしゃだんしょうこうぐん、英語: Maternal Deprivation Syndrome）は、もとは「母性喪失」と呼ばれていたもので、養育者による愛情あふれるケアを受ける機会を奪われた乳幼児に見られる発達の遅れなどを指す。第二次世界大戦後、イタリアの孤児院の子どもたちに成長、発達の遅れ（体重が増えない、言葉がしゃべれない、語彙数が増えない）や罹病率、死亡率の高さ、まれにうつ傾向、などがみられ、WHOがジョン・ボウルビィらに調査を依頼し、彼らが出した報告書（『母子関係の理論』）の中で使われて知られるようになった言葉である。
ジョンは、単に施設の環境や人員の配置、衛生状態などの不十分さによるのではなく、愛する対象である母親、もしくは主として世話をしてくれた家族から引き離されたショックと、さらに新しい環境の不十分さと不慣れさによるショックの二重のショックで、こうした症状が引き起こされるとした。新しい環境では、おうおうにして、専従的に世話をしてくれる大人の誰かがいるわけではなく、不特定のチームによって世話を受けると、幼児は自分が愛情を表現するべき相手が定まらず、そのうちに感情や情緒の表現をしない、無表情な子どもになっていく。